# Johann August Weppen
Johann August Weppen (* 28. Januar 1741 in Northeim; † 18. August 1812 auf dem Gut Wickershausen bei Hollenstedt) war ein deutscher Beamter und Schriftsteller.

## Leben
Johann August Weppen war der Sohn des Rektors der Northeimer Stadtschule (heute: Gymnasium Corvinianum), Johann Georg Weppen; sein Bruder war Friedrich Georg Weppen, der bereits früh als Lehrer in Clausthal verstarb. Sein Bruder, der zur gleichen Zeit mit ihm studierte, wurde durch den Rektor der Göttinger Universität, Georg Heinrich Ayrer, mit dem poeta laureatus ausgezeichnet. Von seinen zwei Schwestern verfasste Henriette Weppen ebenfalls poetische Werke. 
Einige Jahre nach seiner Geburt wurde sein Vater als Prediger nach Katlenburg versetzt; dort wurde er bis Ostern 1757 durch seinen Vater unterrichtet, bis er an die Stadtschule nach Northeim kam.
1760 immatrikulierte er sich an der Universität Göttingen und begann mit einem Studium der Rechtswissenschaften; aufgrund des Siebenjährigen Krieges wurde Göttingen von 1757 bis 1762 immer wieder wechselnd besetzt, dies führte dazu, dass er nur unter sehr schwierigen Verhältnissen sein Studium durchführen konnte.
Im Herbst 1763 beendete er das Studium und ging zu seinem Vater zurück, nachdem er erfolglos Verhandlungen wegen einer Hauslehrerstelle geführt hatte; zu Hause betätigte er sich Advokat.
1764 erhielt er dann eine Anstellung als Auditor beim Amt Brunstein und wurde dort 1766 zum Aktuar ernannt; noch im gleichen Jahr wechselte er jedoch im Sommer auf die Stelle des Gerichtshalters in Oldershausen.
Aus gesundheitlichen Gründen legte er 1795 seine Stelle als Justizamtmann in Oldershausen nieder und zog sich auf sein Gut Wickershausen zurück und betätigte sich dort als Gutsherr, Anwalt und Schriftsteller.
Johann August Weppen war seit 1789 mit Eleonore (verwitwete Müller) († 1804), Schwester von Hans Ernst Bütemeister verheiratet; gemeinsam hatten sie einen Sohn:
- Friedrich Weppen (* 1791), Schriftsteller[2] und Komponist[3].

Seine letzten zwei Lebensjahre verbrachte er fast vollständig erblindet.

### Schriftstellerisches Wirken
Johann August Weppen beschäftigte sich bereits in seiner Kindheit mit dem Verfassen von Gedichten und Fabeln. Später schrieb er poetische Verse, Fabeln, Lieder, Epigramme, poetische Episteln und komische Erzählungen; hierbei orientierte er sich an der Erzählweise von Justus Friedrich Wilhelm Zachariae und Christoph Martin Wieland.
Er veröffentlichte seine Schriften unter anderem im Göttinger und Hamburger Musen-Almanach sowie im Almanach der deutschen Musen. Er veröffentlichte bereits 1783 in seinem Band Gedichte, das Gedicht Walpurgisnacht, noch bevor Johann Wolfgang von Goethe diesen Namen in Faust (I. Band) 1808 popularisierte. Weiterhin publizierte er 1782 im Hannoverschen Magazin, 1786 im Journal von und für Deutschland, 1788 im Jahrbuch für die Menschheit.
Einige seiner Lieder wurden von Joseph Haydn und Johann Adam Hiller musikalisch vertont.
Er stand mit vielen Gelehrten und Dichtern aus Göttingen und Hannover in schriftlichem Verkehr und war Mitglied verschiedener gelehrter Gesellschaften.

## Schriften (Auswahl)
- Heinrich Lange. Ein historisches Gedicht. 1778.
- Der Liebesbrief, ein komisches Gedicht in 4 Gesängen. 1778.
- Die Kirchenvisitation, ein komisches Gedicht in 12 Gesängen. 1781.
- Gedichte. 1783.
- Der hessische Officier in Amerika. 1783.
- Das Freischießen oder das glückliche Bauermädchen. 1786.
- Das städtische Patronat, ein komisches Gedicht in 6 Gesängen. 1787.
- Erzählungen, Sinngedichte und Episteln, auch Sittengemählde. 1796.
- Briefe eines Beamten über das Justizwesen auf dem Lande. 1800.